# Битва при Ковадонге
Битва при Ковадонге (исп. Batalla de Covadonga) — первая победа христианских военных сил на Пиренейском полуострове в 718 году, после арабского завоевания этого региона. Битва состоялась у населённого пункта Ковадонга, недалеко от столицы Астурийского королевства Кангас-де-Онис. Победа при Ковадонге, значение которой не было отмечено современниками, обеспечила выживание христианских крепостей в северной Испании и сейчас считается началом Реконкисты.

## Предпосылки
Вскоре после разгрома в битве при Гвадалете, в которой погиб король Родерих (709—711), Толедское королевство вестготов перестало существовать. Значительная часть вестготской аристократии предпочла остаться на завоёванных территориях, например, сыновья короля Витицы получили от арабов в частное владение богатые земли вестготской короны. Остатки вестготской армии, часть аристократов и священнослужителей, не пожелавших остаться на завоёванных территориях, отступили в Астурию и Септиманию. После падения Нарбонна в 720 и чуть позже Каркассона и Нима, свободными от арабов оставались только незначительные области на северо-западе полуострова. Осенью 714 года армия Мусы ибн Нусейра прошла по Астурии, разрушив город Лукус Астурум (сегодня Луго ле Льянера, около Овьедо). В завоеванной местности мусульмане оставили отряд под командованием Мунузы, расположившийся в Хихоне.
Первым лидером сопротивления стал Пелайо. Сведения о нём носят легендарный характер и впервые появляются в источнике конца IX века Хронике Альбельды, согласно которой Пелайо был внучатым племянником короля Родериха, которого изгнал из Толедо Витица. Более поздняя Хроника Альфонсо III делает его законным наследником королей вестготов. Согласно этому источнику, Пелайо, находившийся в заложниках в Кордове, в 718 году вернулся в Астурию и был избран королём. Избрание произошло на Поле Хура, между деревней Кангас-де-Онис и долиной Ковадонга. После получения известия о собрании на Поле Хура, Мунуза отправил донесение об этом эмиру Андалусии. Но только в 722 году в Астурию прибыл карательный отряд под командованием Алькама. С карателями находился и епископ Севильи или Толедо Оппа (брат Витицы), призванный убедить Пелайо сдаться. Алькама, двигаясь через Тарну по берегам реки Налон, прибыл в Лукус Астурум. Оттуда арабы проникли в долину Ковадонга в поисках христиан. Альтернативное объяснение причин восстания Пелайо, изложенное в хрониках епископа Луки Туйского, De rebus Hispaniae Родриго Хименеса де Рада и Estoria de España, связывает это событие с тайной женитьбой Мунузы на сестре Пелайо и местью последнего.

## Отражение в исторических хрониках
О битве известно из составленной в правление короля Альфонсо III Великого (866—910) «Хроники Альфонсо III». Изложенное в ней описание произошедших событий считается не вполне достоверным. В действительности известно мало достоверной информации о причинах и событиях Астурийского мятежа, равно как и о личности Пелайо. Даже дата битвы не может быть установлена точно, хотя традиционная датировка 718 годом более предпочтительна, чем более новая 722 годом. Отражение членов семьи предпоследнего готского короля Витицы как главных злодеев также может быть связано с тем, что сам Витица изображается врагом отца Пелайо.
Согласно «Хронике», перед началом битвы епископ Оппа обратился к Пелайо, который занял позицию на горе Аусева, где находилась пещера с образом Святой Девы Марии, с призывом сдаться, однако тот ответил отказом. «Хроника Альфонсо III» приводит запись довольно продолжительного разговора между Оппой и Пелайо, в котором епископ уговаривал мятежников подчиниться превосходящим силам арабов. Общепринятой точкой зрения является признание данного разговора «полностью неисторичным». Британский медиевист Алан Дейермон, проанализировавший рассказ о связанных с битвой при Ковадонге событиях с точки зрения отражения архетипичных и библейских сюжетов, видит в этом разговоре противопоставление старой Испании, павшей до союза с неверными, и новой Испании, возрождённой милостью Божьей. Узнав о провале переговоров, Алькама приказал начать штурм. Начался обстрел горы дротиками, копьями и из катапульт. Астурийцы, защищаясь, сбрасывали вниз камни и стволы деревьев. Затем, согласно хроникам, в ущелье началась страшная буря, в рядах арабского войска началась паника и они бросились в бегство. Епископ Оппа был захвачен в плен, Алькама погиб.
Когда известие о гибели отряда Алькамы достигло Мунузы, он оставил Хихон со своим отрядом и двинулся навстречу Пелайо. Столкновение произошло у деревни Олальес (около современного Овьедо), где отряд Мунузы был полностью уничтожен, и сам Мунуза убит.
Хроника приводит мифологизированную точку зрения на битву, в частности, указывая численность арабских войск в 187 000 человек и величину их потерь в 124 000. Победа маленького отряда готов над арабской армией была унизительна для мусульман, как и многие последующие битвы на Пиренеях. Поэтому арабские источники пытались преподнести эту битву как маленькую стычку, не указывая численности арабской армии, а бегство арабов преподнося как отказ от битвы и возвращение. Ахмад аль-Маккари в своей Истории мусульманских династий в Испании пишет, что

Во времена Анбасы ибн Сухайм Аль-Кальби, поднялся в земле Галисии дикий осел по имени Пелайо, но воины ислама завоевали Памплону в Галисии, и не осталось никого, кроме скалы, где прятался он с 300 своих… С ними он внезапно атаковал сарацинский дозор и тут же скрылся в горах. Мусульмане позднее осадили его, пока у него не осталось лишь «30 диких ослов» (воинов), но, решив с такими ничтожными силами, Пелайо не представляет для них никакой опасности, сняли осаду.

## Последствия и значение
С военной точки зрения, произошедшая битва не имела большого значения и не изменила ситуацию на полуострове. Однако для христиан, не пожелавших сотрудничать с арабами, событие имело огромный психологический эффект. После битвы при Ковадонге множество христиан устремилось в Кангас-де-Онис прежде всего из Галисии и Бискайи. Готы заняли оставленный арабами Хихон. Среди прибывших был и будущий король Альфонсо I, сын герцога Педро, который привел с собой много солдат. Символическое и религиозное значения события подчёркивается легендой о том, что Пелайо видел перед битвой знамение в виде креста. Он приказал установить похожий крест из дуба на горе. После сражения этот крест подобрали, и сын Пелайо Фавила поместил его в церкви Санта Крус в Кангас-де-Онис, где расположился двор короля Альфонсо I. Позже Альфонсо III Великий приказал перенести его в замок Гаусин и покрыть золотом и драгоценными камнями. Ныне этот крест находится в соборе Овьедо, под названием Крест Победы. Богоматерь Ковадонгская, также именуемая исп. Virgen de las Batallas («Богоматерь битв») была объявлена покровительницей Астурии, в 1901 году в пещере, где укрывался Пелайо, был устроен в её честь храм. Местный характер мятежа, не вызвавший существенного интереса арабских военачальников, объясняет, почему смогло возникнуть и выжить Астурийское королевство. Тем не менее, именно из Астурии началась Реконкиста, завершившаяся завоеванием Гранады в 1492 году.
Битва при Ковадонге занимает важное место в испанской национальной мифологии. В 1854 году драматург Энрике Зумель издал посвящённую этим событиям пьесу «La batalla de Covadonga». В ходе торжеств по случаю 1200-летия битвы в 1918 году в Ковадонге был организован национальный парк. Идеологическое значение битвы использовал в пропагандистских целях Франко, которого часто изображали как нового Пелайо. В 2001 году прошли торжества в честь столетия храма Ковадонгской Богоматери. Была устроена выставка, посвящённая битве, которую посетило 15 000 человек, включая принца Астурийского Фелипе и многочисленных гражданских, религиозных, военных и политических деятелей. Выставка инициировала обсуждение значения Ковадонги в коллективной памяти испанцев.

### Исследования
на английском языке
- Boyd С. P. The Second Battle of Covadonga: The Politics of Commemoration in Modern Spain // History and Memory. — Indiana University Press, 2002. — Т. 14, № 1—2. — С. 37—64. — doi:10.2979/HIS.2002.14.1-2.37. — JSTOR 10.2979/HIS.2002.14.1-2.37.
- O'Callaghan J. A History of Medieval Spain. — Cornell University Press, 2013. — 736 p.
- Collins R. Visigothic Spain 409-711. — Blackwell Publishing, 2004. — 263 p. — ISBN 0–631–18185–7.
- Deyermond A. The Death and Rebirth of Visigothic Spain in the Estoria de España // Revista Canadiense de Estudios Hispánicos. — 1985. — Vol. 9, № 3. — P. 345—367. — JSTOR 27762393.
- Gerli M., Armistead S. Medieval Iberia. — Taylor & Francis, 2003. — 920 p. — ISBN 0-415-93918-6.
- Lamontagne M. Covadonga (Oviedo, Spain) // International Dictionary of Historic Places: Southern Europe. — 1994. — P. 169—171.
- Thompson E. A. The Goths in Spain. — Oxford: Clarendon Press, 1969.

на испанском языке
- Montenegro Valentín J., Castillo Álvarez A. En torno a la conflictiva fecha de la Batalla de Covadonga // Anales de la Universidad de Alicante. — 1992. — № 8. — P. 7—18. — ISSN 0212-2480.

на русском языке
- Альтамира-и-Кревеа, Р. История Испании / Сокр. пер. с исп. Е. А. Вадковской и О. М. Гармсен. Под ред. С. Д. Сказкина и Я. М. Света. — М.: Изд-во иностранной литературы, 1951. — Т. I. — 519 с.
- Клауде Дитрих. История вестготов / Пер. с нем. С. В. Иванова. — СПб.: Издательская группа «Евразия», 2002. — 285 с. — 2000 экз. — ISBN 5-8071-0115-4.